# Lower Frisco
Lower Frisco è un census-designated place (CDP) degli Stati Uniti d'America della contea di Catron nello Stato del Nuovo Messico. La popolazione era di 31 abitanti al censimento del 2010. La comunità è parte di San Francisco Plaza.

## Geografia fisica
Secondo lo United States Census Bureau, il CDP ha una superficie totale di 2,62 km², dei quali 2,61 km² di territorio e 0,01 km² di acque interne (0,2% del totale).

## Società

### Evoluzione demografica
Secondo il censimento del 2010, la popolazione era di 31 abitanti.

### Etnie e minoranze straniere
Secondo il censimento del 2010, la composizione etnica del CDP era formata dal 100% di bianchi, lo 0% di afroamericani, lo 0% di nativi americani, lo 0% di asiatici, lo 0% di oceanici, lo 0% di altre razze, e lo 0% di due o più etnie. Ispanici o latinos di qualunque razza erano il 38,71% della popolazione.